# Villamaderne
Villamaderne est une commune ou une contrée appartenant à la municipalité de Valdegovía dans la province d'Alava, située dans la Communauté autonome basque en Espagne.

## Anthropologie culturelle
Dans un travail sur les épigraphies de Villamaderne et d'Espejo, qui ont été mises à la disposition des chercheurs, trois sont situées dans la chapelle de Sainte-Lucie (Villamaderne) et une dans l'église El Salvador à Espejo.